# Suchdol nad Odrou
Pour les articles homonymes, voir Suchdol.
Suchdol nad Odrou (en allemand : Zauchtel) est un bourg (městys) du district de Nový Jičín, dans la région de Moravie-Silésie, en République tchèque. Sa population s'élevait à 2 710 habitants en 2021.

## Géographie
Suchdol nad Odrou est arrosée par l'Oder (en tchèque : Odra) et se trouve à 7 km au sud-sud-est de Fulnek, à 10 km au nord-nord-ouest de Nový Jičín, à 31 km au sud-ouest d'Ostrava et à 255 km à l'est-sud-est de Prague.
La commune est limitée par Fulnek au nord, par Hladké Životice et Kunín à l'est, par Bernartice nad Odrou au sud, par Mankovice au sud-ouest et par Odry à l'ouest.

## Histoire
La première mention écrite de la localité date de 1337. Elle a le statut de městys depuis le 10 octobre 2006.

## Transports
Par la route, Suchdol nad Odrou se trouve à 11 km de Nový Jičín, à 46 km d'Ostrava et à 339 km de Prague.